# Diário dos Campos
O Diário dos Campos (abreviação: DC) é um jornal diário em formato standard publicado em Ponta Grossa, no Estado do Paraná. Foi fundado em 27 de abril de 1907, e atualmente é um importante jornal na região dos Campos Gerais, possuindo a maior circulação da região. É um dos mais antigos jornais impressos do Paraná ainda em circulação.
Abrange principalmente a região dos Campos Gerais, circulando nas cidades de Arapoti, Carambeí, Castro, Guamiranga, Imbaú, Ipiranga, Irati, Imbituva, Ivaí, Jaguariaíva, Ortigueira, Palmeira, Piraí do Sul, Ponta Grossa, Porto Amazonas, Prudentópolis, Reserva, São João do Triunfo, Teixeira Soares, Telêmaco Borba, Tibagi e Ventania.
Sobre a estrutura do jornal, possui formato standart, as edições circulam de terça-feira a sábado com o primeiro caderno de dez páginas, o segundo de quatro, e o Caderno de Classificados, variando conforme o volume de anúncios. Aos domingos o jornal triplica o número de páginas com o acréscimo de cadernos segmentados.

## História

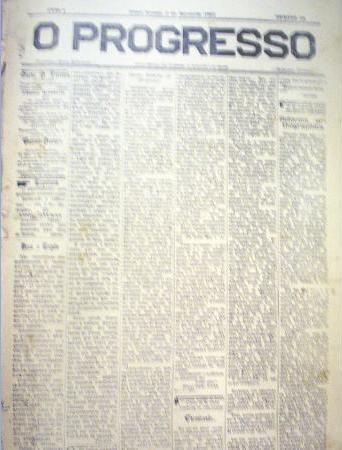
Uma das primeiras edições de 3 de agosto de 1907.

O Diário dos Campos, sob o nome de O Progresso, publicou sua primeira edição em 27 de abril de 1907. Segundo Epaminondas Holzmann em seu livro "Cinco Histórias Convergentes", a fundação do jornal tem por um dos motivos os serviços que o tipógrafo João Antunes de Oliveira prestava à banda Lira dos Campos e a seu maestro Jacob Holzmann como trombonista. O jornal em que Oliveira trabalhava, assim como a prensa e todo o equipamento tipográfico, estava à venda. Caso ninguém o adquirisse, imprensa e trombonista iriam embora. Dois fatores que o maestro Jacob Holzmann não poderia admitir.
A prensa que fora alvo da compra do maestro - a primeira do Diário dos Campos - era, nas palavras do escritor Holzmann, "uma das primeiras que deve ter existido no país e aposentada dos tempos de Gutenberg". A impressão era realizada página por página e exigia dois operadores: um, munido de um pequeno rolo, passava a tinta na página apertada contra a superfície e o outro passava o papel e descia a alavanca. Com isso, o trabalho demandava meio dia para trezentos exemplares que circulavam semanalmente.
O surgimento do nome "Diário dos Campos" no ex trissemanal O Progresso aconteceu em primeiro de janeiro de 1913, em consequência da fundação da Companhia Typographica Pontagrossense e da união com o material tipográfico do semanal Correio dos Campos. Contudo, o investimento inicial de 20 contos de réis não deu retorno esperado e, diante de uma crise internacional de papel e da queda de assinantes, a Companhia foi encerrada. Na crise, Hugo dos Reis, então redator-chefe, assumiu o jornal promovendo avanços no layout e nos equipamentos. A edição de dois de julho confirma sua intenção de inovar: "o sr Hugo Reis, redator e diretor dessa folha, entrou em acordo com a firma Lambert para a aquisição de uma linotipia, firmando contrato para uma máquina moderníssima, no valor de 4000 dólares, cuja encomenda já foi feita para os Estados Unidos do Norte".
Em 1939, já sob comando de Juca Hoffmann, o DC dá outro salto importante na parte gráfica. A preocupação era aumentar a qualidade das fotografias e das manchetes. Para tanto, Hoffman compra uma moderna máquina de linotipo com três magazines, quatro moldes, ejetor universal e teclado giratório. Esse modelo de máquina permitia que a impressão das fotos saísse mais nítida, sem a necessidade de retoques, assim como as ilustrações. Esta máquina foi tão importante para o DC que até os últimos anos da década de 1980 ela poderia ser vista pelos vidros do prédio onde operava a velha tipografia do DC. No final da década de 1990, o impresso voltou a circular, após um período inativo.